# Sgùrr nan Each
Sgùrr nan Each är ett berg i Storbritannien.   Det ligger i kommunen Highland och riksdelen Skottland, i den norra delen av landet, 700 km norr om huvudstaden London. Toppen på Sgùrr nan Each är 923 meter över havet, eller 128 meter över den omgivande terrängen. Bredden vid basen är 1,7 km.
Terrängen runt Sgùrr nan Each är huvudsakligen kuperad. Trakten runt Sgùrr nan Each är nära nog obefolkad, med mindre än två invånare per kvadratkilometer. Trakten runt Sgùrr nan Each består i huvudsak av gräsmarker.